# Nevil Clavain
Nevil Clavain est un personnage de fiction du cycle des Inhibiteurs d’Alastair Reynolds.
Lors de la découverte de la crises des Inhibiteurs, Clavain est déjà âgé d’environ 400 ans. Il a participé, dans un passé lointain pour les autres personnages, au conflit opposant sur Mars la faction naissante des conjoineurs à la Ligue de la Pureté Neurale. Alors opposé aux conjoineurs, il gagne le surnom de Boucher de Tharsis pour ses actions de guerres sanglantes. Il assumera toujours ses actions violentes, car il n’utilise ce genre d’expédient que lors que la situation le requiert.

## Renaissance
À la suite d’une action, il se retrouve prisonnier de débris d’explosion sur Mars. Alors qu’il pensait son sort réglé, il est sauvé par celle qu’il considérait alors comme son ennemie : Galiana. Il comprend alors que cette dernière ne cherche pas à dénaturer l’Humanité, mais qu'au contraire elle y est profondément attachée. En même temps que les relations se développent entre eux, Clavain renaît en tant que conjoineur. Il servira le Nid Maternel par ses talents de stratège et de militaire aguerri, aux côtes de son ami Remontoir, pendant plus de 300 années. 
Galiana met au monde Felka, par des expériences secrètes. Clavain considèrera toujours Felka comme sa fille, même après qu’elle l’a détrompée elle-même.
Conjoineur de la première génération, il conservera ses “vieux” implants, en faisant sa marque de fabrique et son signe distinctif, de même que sa barbe. Cet attachement au passé est l’un des premiers aspects qui l’opposera à Skade. Après avoir compris que cette dernière souhaite évacuer les conjoineurs de la galaxie afin d’éviter la confrontation avec les Loups, sans tenir compte du reste de l’Humanité, Clavain décide que son allégeance n’est plus de mise. 

## Trahison
Il “trahit” alors, blessant Skade dans la fuite, et atteint le système de Yellowstone grâce à Antoinette Bax et Xavier Liu, et leur vaisseau. Là il espère qu’en se livrant aux autorités Démarchistes, il pourra alerter les Hommes afin qu’ils prennent conscience du danger. Après avoir passé quelque temps à New Copenhagen, dans la Ceinture de Rouille autour de Yellowstone, il se livre donc. Lors de son transfert vers Chasm City, le vaisseau Démarchiste est arraisonné par des pirates, qui se relèvent être à la solde de “H”. Amené auprès de ce dernier, il apprend la nature des expériences de suppression inertielle qui avait conduite avant lui Skade dans ce système. Il retrouve également Antoinette et Xavier, ainsi que son ami Remontoir et celui qui deviendra son bras droit et son ami, le porcko Scorpio. Tous ont été sauvés de la milice par “H”, qui explique alors à Nevil son plan. Il souhaite que Clavain prenne la tête d’une mission de récupération des armes de classe Infernale, également convoitée par Skade afin de couvrir son évacuation. Pour ce faire “H” a prévu de subtiliser à des ultra leur gobe-lumen. Ce sera Scorpio et son armée de porckos issus de la Mouise de Chasm City, notamment Lasher et Blood qui se chargeront de la tâche. C’est également le porcko qui baptisera le vaisseau, La Lumière Zodiacale, futur vaisseau de Remontoir.

## Vers Resurgam
Aux commandes de son nouveau vaisseau et à la tête de son nouvel équipage hétéroclite de porckos et d’hommes, Clavain poursuivra Skade vers le système de Resurgam afin de l’empêcher de faire main basse sur les armes secrètes. Grâce à des modifications similaires à celle de Skade, La Lumière Zodiacale emploiera également la suppression inertielle afin de rattraper Skade. À suite d’une expérience en vol trop poussée, le vaisseau de Skade est gravement endommagé. Clavain et son équipage pourront alors se débarrasser ce vaisseau, tout en récupérant Felka alors prisonnière à bord. Il devra toutefois abandonné le corps de Galiana à bord, ce qui le perturbera jusqu’à la fin de sa vie, croyant qu’il aurait encore pu faire quelque chose pour elle.
En tête vers Resurgam, Nevil négocie alors avec Ilia Volyova, en premier lieu au moyen d’une copie beta. Après des débuts difficiles, Ilia coupe en deux La Lumière Zodiacale, il finit par comprendre que cette dernière souhaite réellement sauver la population de la planète. Après qu’elle eut accepté de céder une partie des armes secrètes et le “contrôle” du Spleen de l'Infini, Clavain change d’objectif afin d’évacuer Resurgam au moyen de ce vaisseau.
L’“arche” dirigée par Nevil fuit alors le danger des Loups, laissant Ilia jeter ses dernières forces contre les machines à bord de l’ancien vaisseau d’Antoinette Bax et laissant Remontoir et Ana Khouri à bord du Lumière Zodicale en auto-réparation. Ce dernier espèrent alors explorer plus avant Hadès, l’étoile à neutron abritant une vaste matrice computationelle. Le Spleen de l'Infini part donc vers un refuge temporaire : Ararat, la planète Mystif. La Lumière Zodiacale devant les rejoindre au bout de 20 ans après avoir exploré Hadès et achevé les réparations. Lors du trajet vers Ararat, ils apprennent également que Skade a survécu et est à nouveau à leur poursuite. Clavain laisse alors le commandement pratique à Scorpio et à son bras droit Blood. Nevil se laisse plus ou moins envahir par la mélancolie, sentiment approprié au Spleen de l'Infini, et par la culpabilité de ses actes passés.

## Ararat
Clavain n’abandonne pas immédiatement les réfugiés à leur sort, et assume ses responsabilités dans la fondation de la colonie-refuge sur Ararat, de plus en plus “épaulé” par Scorpio et les séniors, tels que Antoinette Bax. Après la mort de Felka, lors d’une plongée parmi les Schèmes Mystifs qui la passionnaient tant, Clavain s’isole sur une ile en laissant à Scorpio le soin de diriger la colonie, tout en restant officiellement à sa tête.
Bien des années plus tard le conflit avec les Inhibiteurs réapparait, et la colonie à de nouveau besoin de Clavain, le chef charismatique. Scorpio va aller le chercher en secret avec Vasko Malinin. Ana Khouri est arrivée sur la planète à bord d’une capsule afin de sauver sa fille Aura de Skade. Les Loups sont également là, tenu en respect par les deux forces conjoineurs de Remontoir et Skade en orbite autour de la planète. Afin de sauver Aura, clé des mystères d’Hadès, Clavain doit céder au chantage de Skade et mourir. Les conditions de Skade, alors elle-même mourante, traumatiseront les compagnons de Clavain car elle exige que ce dernier soit torturé par Scorpio pour qu’elle rende Aura en bonne santé. Scorpio ne se pardonnera jamais réellement d’avoir dû faire subir ce traitement à celui qu’il considérait comme son mentor et son ami. Le porcko immergera le corps de Nevil Clavain dans les eaux emplis de Schèmes Mystifs, espérant qu’il rejoindrait ainsi d’une certaine façon Felka. À plus de 400 ans, son sacrifice permet le sauvetage d’Aura et renforce également la volonté de Scorpio d’œuvrer pour l’Humanité, contre les Inhibiteurs. Le capitaine, respectant également Nevil, sera également affecté par cette mort.